# Agía Paraskeví (Lesbos)
Pour les articles homonymes, voir Agía Paraskeví (homonymie).
Agía Paraskeví, en grec moderne : Αγία Παρασκευή, est un village de plaine situé au centre de l'île de Lesbos, au nord de la baie de Kalloní, à une altitude de 100 mètres.
Selon le recensement de 2011, la population d'Agía Paraskeví compte alors 2 195 habitants. Depuis 2019, le village est rattaché au dème de Lesbos-Ouest à la suite de la suppression du dème unique de Lesbos dans le cadre du programme Clisthène I. 

## Localisation
Agía Paraskeví est situé au centre de Lesbos, avec pour avantage un réseau routier satisfaisant. Celui-ci se compose principalement de trois routes. L'une d'entre elles, la principale, est une branche de la route nationale Mytilène-Sígri. La deuxième est une branche de la route Kalloní-Pétra, et la troisième est une branche de la route Mytilène-Mandamádos. Le village est situé à quatre kilomètres de la côte la plus proche, le golfe de Kalloní. 

## Culture
Le village d'Agía Paraskeví est connu pour le festival de Saint Charamlape, d'une durée de trois jours, au cours duquel un taureau est sacrifié. Cette tradition, qui selon Peter Green tirerait son origine dans des panégyries antiques en l'honneur de Poséidon, est suivie par une course de chevaux réunissant les femmes et les hommes de la région.
Au centre du village se dresse une imposante école municipale de style néo-classique entourée de jardins. À proximité, un kafenío du village conserve un comptoir décoré par le célèbre artiste lesbien Theófilos Chatzimichaíl.
À environ 5 km à l'ouest du village se trouve le site archéologique de Klopedi, un sanctuaire éolien vraisemblablement dédié à Apollon Napaios dans lequel les vestiges de deux temples sont observables,. 
Agía Paraskeví abrite également depuis 2004 un musée de la production industrielle d'huile d'olive.